# English Folk Dance and Song Society
La English Folk Dance and Song Society (EFDSS, o pronunciato 'EFF-diss') fu fondata nel 1932 quando si fusero due organizzazioni: la Folk-Song Society e la English Folk Dance Society. La EFDSS, un'organizzazione basata sui membri, è stata costituita come società a responsabilità limitata (n. 297142) nel 1935 ed è diventata un ente di beneficenza registrato (n. 305999) in Inghilterra e Galles nel 1963.

## Storia
La Folk-Song Society, fondata a Londra nel 1898, si concentrava sulla raccolta e la pubblicazione principalmente di canzoni folk della Gran Bretagna e dell'Irlanda, sebbene non vi fossero limiti formali. Tra i partecipanti: Lucy Broadwood, Kate Lee, Cecil Sharp, Percy Grainger, Ralph Vaughan Williams, George Butterworth, George Barnet Gardiner, Henry Hammond, Anne Gilchrist ed Ella Leather.
La English Folk Dance Society fu fondata nel 1911 da Cecil Sharp. Maud Karpeles era una dei principali partecipanti. Il suo scopo era quello di preservare e promuovere le danze popolari inglesi nelle loro forme tradizionali, tra cui il ballo del Morris e la danza della spada, le danze sociali tradizionali e le interpretazioni delle danze pubblicate da John Playford. La prima segretaria della società fu Lady Mary Hepburn-Stuart-Forbes-Trefusis; Trefusis Hall, nel quartier generale della EFDSS, la Cecil Sharp House, prende il suo nome.
Uno dei maggiori contributi che l'EFDSS diede al movimento folk, sia per la danza che le canzoni, fu il festival folk, a partire dal Festival di Stratford-upon-Avon negli anni '40 e proseguendo con i festival di Whitby, Sidmouth, Holmfirth, Chippenham e altrove.

## Pubblicazioni
Dal 1936 l'EFDSS pubblica English Dance & Song almeno quattro volte l'anno. Questa è diventata la rivista più consolidata dedicata alla musica folk, alla danza e alle canzoni nel paese. English Dance & Song mira a stimolare l'interesse dell'appartenenza all'EFDSS, nonché alla più ampia comunità di musica e danza folkloristica.
La pubblicazione regolare accademica di EFDSS è il Folk Music Journal, pubblicato ogni anno a dicembre, che fino al 1965 era stato intitolato Journal of the English Folk Dance and Song Society. Il lavoro continua con le precedenti riviste delle due società: Journal of the Folk-Song Society, 1899-1931; Journal of the English Folk Dance Society 191431.

## Recenti sviluppi
Nel 1998 con il movimento folk fortemente supportato da un numero di altre organizzazioni e le fiorenti radici piantate dall'EFDSS, l'EFDSS ha modificato la sua strategia per concentrarsi sull'istruzione e l'archiviazione, con obiettivo principale lo sviluppo della Vaughan Williams Memorial Library come archivio nazionale del paese e centro risorse per la musica folk, la danza e il canto.
Nel 2011 la società ha partecipato ad una commissione congiunta con lo Shrewsbury Folk Festival per creare il Cecil Sharp Project, una commissione residenziale multi-artistica per creare nuove opere basate sulla vita e sulle collezioni di Cecil Sharp. Il progetto si è svolto nel marzo 2011, con i seguenti artisti impegnati: Steve Knightley, Andy Cutting, Leonard Podolak, Jim Moray, Jackie Oates, Caroline Herring, Kathryn Roberts e Patsy Reid.
Nel 2013 l'EFDSS ha lanciato The Full English, un progetto di archiviazione continua sostenuto dall'Heritage Lottery Fund, The Folklore Society, il National Folk Music Fund e l'English Miscellany Folk Dance Group. Questa risorsa gratuita e ricercabile di 44.000 dischi e oltre 58.000 immagini digitalizzate è il più grande archivio digitale al mondo di musica tradizionale e melodie di danza.
Oltre alla musica folk l'EFDSS è sede di numerosi artisti dello spettacolo, che forniscono una base regolare di esibizione per gli spettacoli tra cui The Ukulele Orchestra of Great Britain, i Massive Violins e gli Swingle Singers.